# Ace Bailey
Irvine Wallace Bailey, detto Ace (Bracebridge, 3 luglio 1903 – Toronto, 7 aprile 1992), è stato un hockeista su ghiaccio canadese.

## Biografia
Nel corso della sua carriera ha giocato con Bracebridge Bird Mill (1921-1922), Toronto St. Mary's (1922-1924), Peterborough Seniors (1924-1926), Toronto Maple Leafs (1926-1934).
Nel 1975 è stato inserito nella Hockey Hall of Fame.